# 莫马斯
莫马斯（法語：Momas，法語發音：[mɔmas]）是法国大西洋比利牛斯省的一个市镇，位于该省东北部，属于波城区。

## 地理
莫马斯（43°27'3"N, 0°26'35"W）面积14.51 平方千米，位于法国新阿基坦大区大西洋比利牛斯省，该省份为法国东南部省份，涵盖了贝阿恩与北巴斯克，西临大西洋比斯開灣，北至朗德省，东北接热尔省，东临上比利牛斯省，南与西班牙接壤。
与莫马斯接壤的市镇（或旧市镇、城区）包括：欧班、布尔诺斯、拉勒勒、隆松、马兹罗勒、于赞、维耶勒纳沃-达尔泰兹。
莫马斯的时区为UTC+01:00、UTC+02:00（夏令时）。

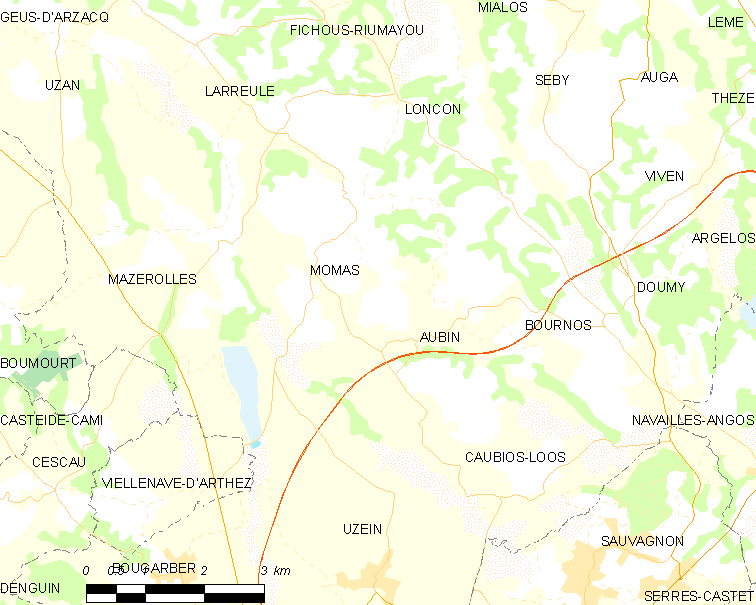
莫马斯的OSM定位图

## 行政
莫马斯的邮政编码为64230，INSEE市镇编码为64387。

## 政治
莫马斯所属的省级选区为阿尔蒂克斯和苏贝斯特尔地区县。

## 人口

1962-2008年间莫马斯人口变化图示

莫马斯于2022年1月1日时的人口数量为612人。